# Panurginus corpanus
Panurginus corpanus är en biart som först beskrevs av Warncke 1972.  Panurginus corpanus ingår i släktet bergsbin, och familjen grävbin. Inga underarter finns listade i Catalogue of Life.